# Massulo
Massulo oder auch Mussulo ist eine Gemeinde in der Metropolregion von Luanda, der Hauptstadt Angolas. 
Massulo gehörte zur Gemeinde Samba. Seit den Änderungen in der Verwaltungsgliederung nach 2011 war Massulo eine eigene Gemeinde (Comuna) im Kreis (Município) von Luanda, in der Provinz Luanda. Seit 2024 gehört Massulo zum Município Massulo, dessen Hauptort es ist.
Die als Ilha do Mussulo bekannte Nehrung liegt hier.